# Ducati 750SS

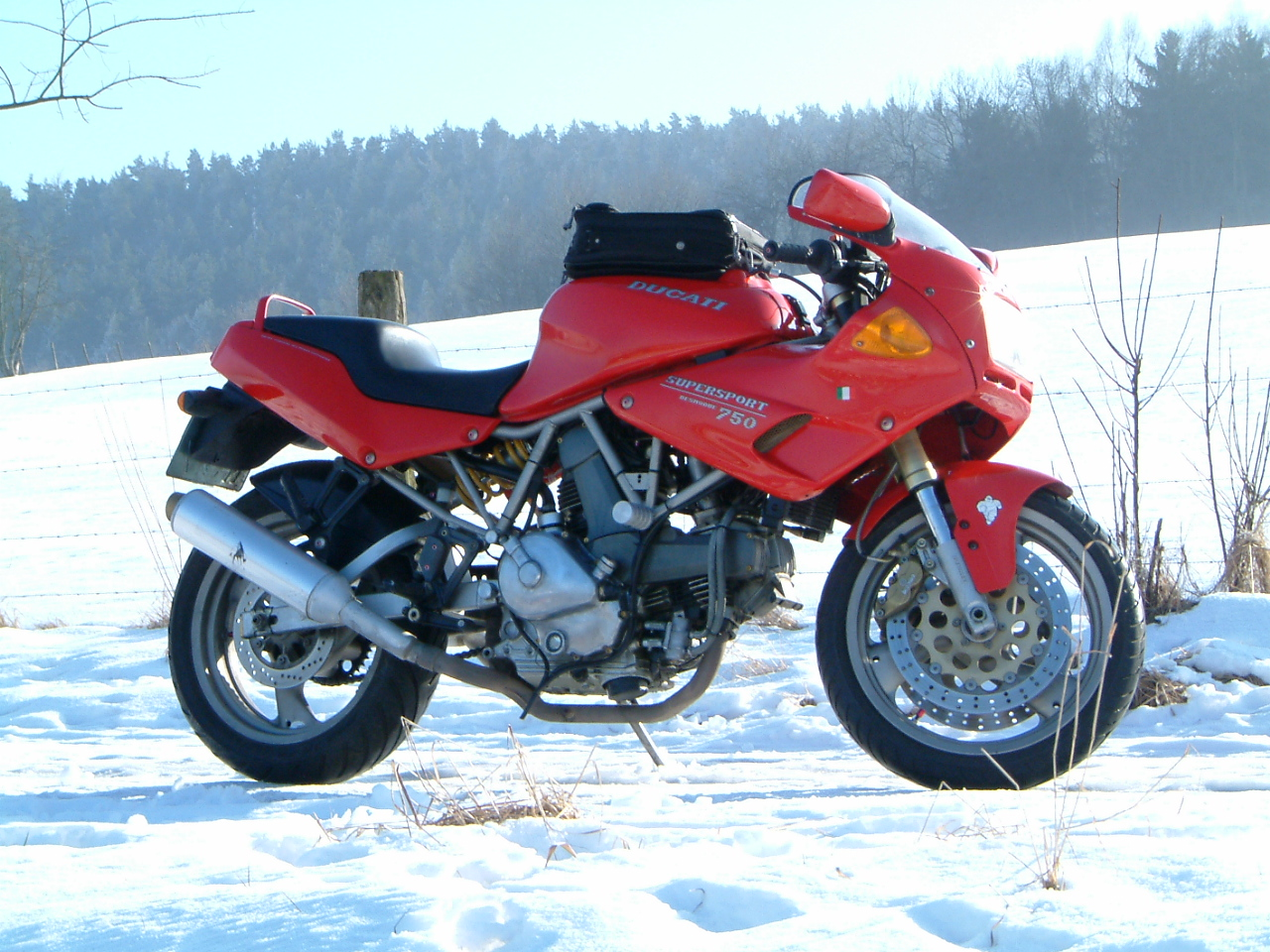
Ducati 750SS Nuda Bj. 1994

Die 750 SS war ein Modell des italienischen Motorradherstellers Ducati. Das Motorrad wurde 1991 als Nachfolgemodell der nur zwei Jahre gebauten 750 Sport eingeführt. Mit der neuen Supersport-Reihe sollte, zumindest namentlich, an die Erfolge der ersten SS-Baureihe angeknüpft werden, die aus der Ducati 750 GT hervorgegangen war. Der Motor der neuen 750 SS stammte mit einigen Verbesserungen von dem ersten zahnriemengetriebenen Motor von Ducati, dem der Pantah ab. In den krisengeschüttelten frühen 1990er Jahren entwickelte sich die SS zu einem Verkaufsschlager, welche sich dadurch auszeichnete, als erste Ducati-Baureihe mit Mikuni-Vergasern und Denso-Zündung ausgestattet zu sein. Im Laufe der Jahre näherte die 750 SS sich von den Ausstattungsdetails immer weiter der 900SS an, da das Motorrad um eine zweite Bremsscheibe vorne mit einem Durchmesser von 320 mm, einem Ölkühler sowie einer Vergaserheizung ergänzt wurde. Einzelne Modelljahrgänge lassen sich anhand dieser Details wie auch dem Rahmen und der Motorfarbgebung (Rahmen bis 1992 weiß, danach graumetallic, Motor bis ca. 1994 schwarz, danach silber) identifizieren.
Wie alle SS-Modelle dieser Jahre wurde sie als Nuda (anfangs als Semi-Carenata, halbverkleidet, bezeichnet) oder als Carenata (vollverkleidet) in rot und gelb angeboten.
Nachfolger der 750SS wurde 1998 die Ducati 750SS i.E., die neben Unterschieden im Design eine elektronische Einspritzung (ital. Iniezione elettronica) aufwies, bei sonst gleichem Antrieb. 

## Technische Daten
| Hubraum:      | 748 cm³                                    |
| Zylinder:     | 2                                          |
| Bohrung × Hub | 88 × 61,5 mm                               |
| Kompression   | 9:1 ±0,5                                   |
| Leistung:     | 68 PS bei 8500/min                         |
| Drehmoment:   | 72 Nm bei 6500/min                         |
| Vergaser:     | Mikuni BDST038-B70                         |
| Kraftstoff:   | Benzin 4T                                  |
| Leergewicht:  | 188 kg                                     |
| Getriebe:     | 5 Gang                                     |
| Topspeed:     | 210 km/h                                   |
| Farben:       | rot, gelb (750 SS) mattschwarz (750 Sport) |

- Baujahr: 1991–1997
- Zündung: Kokusan
  - Zündkerze: Champion RA6HC Elektrodenabstand 0,6 mm
  - Frühzündung:
    - bis 1700/min ±200: 6°
    - von 1700 bis 2600/min ±300: bis 32° progressiv
- Bremse vorn: Bi-metallische Schwebescheibe gelocht 320 mm
- Bremsfläche: 88 cm²
- Bremszangen: Brembo P4 30/34
- Pumpentyp: PS 13
- Bremse hinten: gelochte Bremsscheibe aus Gusseisen 245 mm
- Bremsfläche: 26,6 cm²
- Bremzange: Brembo P2IO5N
- Gabel: Showa GD031
- Durchmesser 41 mm
- Hub: 120 mm
- Ölmenge je Stange: 457 cm³
- Ölniveau am Rohr: 79,4 mm
- Einstellung des Dämpfers in Ausfederung: max. 14 Positionen
- Einstellung des Dämpfers in Kompression: max. 14 Positionen
- Federvorspannung: max. 25 / min. 10 mm
- Einzelstoßdämpfer hinten: Showa GD022-007-0X
- Hub: 65 mm
- Scheinwerfer:
  - Zweifadenlampe 12 V, 55/60 W, Typ H4
  - Standlicht 12 V, 5 W
- Batterie: 12 V, 16 Ah
- Drehstromgenerator: 12 V, 300 W
- Starter: 12 V, 0,7 kW
- Licht hinten: Lampe mit Doppelfaden 12 V, 5/21 W
- Sicherungen:
  - A1:30 A
  - B2:15 A
  - C3:15 A
  - D4:7,5 A
  - E5:7,5 A

Quelle: Ducati 750/900 SS (ab Baujahr 1991), BUCHELI VERLAG, ISBN 978-3-7168-1886-2

## Unterschiede/Veränderungen innerhalb der Baujahre
- Ab 1991

750 SuperSport, Baujahr 1991 mit diversen Modifikationen

  - Ausschließlich Semi-Carenata-Modell (spätere Bezeichnung Nuda)
  - Kaufpreis 15.010 DM
  - Trockenkupplung
  - Untenliegende Bremsmomentabstützung
  - Aluminiumschwinge
  - Weiße Räder und Rahmen
- Ab 1992
  - Carenata-Modell eingeführt
  - Kaufpreis 15.050 (Nuda) bzw. 15.450 DM (Carenata)
  - Ölbadkupplung und Ölkühler
  - Obenliegende Bremsmomentabstützung
  - Schwarze Räder
- Ab 1993
  - Kaufpreis 15.450 (Nuda) bzw. 15.900 DM (Carenata)
  - Veränderte Getriebeabstufung
  - Erste Lufteinlässe bei den Carenata-Modellen (Seitenverkleidung/Vorne)
  - Anderer Farbton (Rot)
  - Silberner Rahmen
  - Geänderte Schriftzüge (Silber/Gold)
- Ab 1994
  - Stahlschwinge
  - Zweite Bremsscheibe vorne
  - Stärkere Radachse vorne
  - Inspektionsintervall Ventile von 5.000 auf 7.500 km erhöht
  - Silberne Räder
- Ab 1995
  - Vergaserheizung
  - Upside-Down-Gabel Marzocchi (statt Showa)
  - Inspektionsintervall auf 10.000 km erhöht
  - Rahmen Gold/Silber
  - Kettenschutz, Ritzelabdeckung und Seitenständer in grau
  - Öltemperaturanzeige im Cockpit
  - Andere, gewölbte Frontscheibe wegen zusätzlicher Öltemperaturanzeige
- Ab 1996
  - Anpassung wegen geänderter Geräuschbestimmung (leiser)
- Ab 1997
  - Kaufpreis 16.340 (Nuda) bzw. 16.740 DM (Carenata)
  - Zusätzliche Luftschächte an Carenata-Version zur besseren Kühlung des stehenden Zylinders (Seitenverkleidung/Hinten), dazu Ölkühler höher gelegt, jetzt oberhalb des liegenden Zylinders.
  - Verkleidung am Lenker vergrößert
  - Vergaserheizung
  - Material für die Ventilführungen und Ventile geändert
  - Geänderte Schriftzüge

Quelle: Typenkompass Ducati - Motorräder seit 1960, Jan Leek, Motorbuch Verlag, ISBN 978-3-613-02759-6 / DesmopediA - Freie Ducati-Enzyklopädie